# 狭果蝇子草
狭果蝇子草（学名：Silene huguettiae）为石竹科蝇子草属的植物，为中国的特有植物。分布于中国大陆的四川、青海、云南、甘肃、西藏等地，生长于海拔2,400米至4,600米的地区，多生长在林缘或草地，目前尚未由人工引种栽培。

## 异名
- Melandrium brachypetalum auct. non (Hornem.) Fenzl
- Silene huguettiae Bocquet var. pilosa C. Y. Wu et H. Chuang